# Tierra de Alba
Die Comarca Tierra de Alba ist eine der zwölf Comarcas in der Provinz Salamanca der autonomen Gemeinschaft Kastilien und León.
Sie umfasst 28 Gemeinden auf einer Fläche von 730,97 km² mit dem Hauptort Alba de Tormes.

## Gemeinden
| Gemeinde                | Einwohner (2024) | Fläche km² | Dichte Einw./km² | Cod INE | Postleitzahl |
| ----------------------- | ---------------- | ---------- | ---------------- | ------- | ------------ |
| Alba de Tormes          | 5.122            | 46,51      | 110              | 37008   | 37800        |
| Aldeaseca de Alba       | 64               | 17,58      | 4                | 37021   | 37870        |
| Anaya de Alba           | 183              | 37,04      | 5                | 37029   | 37863        |
| Armenteros              | 186              | 38,93      | 5                | 37035   | 37755        |
| Beleña                  | 251              | 26,63      | 9                | 37047   | 37789        |
| Buenavista              | 365              | 27,04      | 13               | 37060   | 37789        |
| Chagarcía Medianero     | 73               | 14,71      | 5                | 37114   | 37861        |
| Coca de Alba            | 95               | 10,47      | 9                | 37108   | 37830        |
| Éjeme                   | 144              | 17,46      | 8                | 37118   | 37891        |
| Encinas de Arriba       | 226              | 8,78       | 26               | 37122   | 37892        |
| Fresno Alhándiga        | 181              | 13,28      | 14               | 37134   | 37789        |
| Gajates                 | 140              | 27,67      | 5                | 37141   | 37874        |
| Galinduste              | 400              | 31,63      | 13               | 37143   | 37785        |
| Galisancho              | 325              | 22,85      | 14               | 37144   | 37891        |
| Garcihernández          | 411              | 47,59      | 9                | 37148   | 37810        |
| Horcajo Medianero       | 205              | 53,37      | 4                | 37162   | 37860        |
| Larrodrigo              | 186              | 49,63      | 4                | 37169   | 37865        |
| Martinamor              | 82               | 24,04      | 3                | 37182   | 37891        |
| La Maya                 | 158              | 7,02       | 23               | 37188   | 37780        |
| Navales                 | 311              | 17,17      | 18               | 37216   | 37880        |
| Pedraza de Alba         | 220              | 23,25      | 9                | 37235   | 37882        |
| Pedrosillo de Alba      | 124              | 19,26      | 6                | 37236   | 37871        |
| Pelayos                 | 72               | 44,40      | 2                | 37242   | 37787        |
| Peñarandilla            | 181              | 12,73      | 14               | 37247   | 37820        |
| Sieteiglesias de Tormes | 164              | 14,29      | 11               | 37310   | 37892        |
| Terradillos             | 3.220            | 33,11      | 97               | 37322   | 37882        |
| Valdecarros             | 310              | 27,23      | 11               | 37330   | 37881        |
| Valdemierque            | 59               | 17,30      | 3                | 37336   | 37893        |
| Comarca Tierra de Alba  | 13.458           | 730,97     | 18               | –       | –            |